# Victoria (krater)
 For alternative betydninger, se Victoria. (Se også artikler, som begynder med Victoria)
Victoria er et 70 meter dybt nedslagskrater på Mars beliggende ved 2,05 ° S, 5,50 ° W på sletten Meridiani Planum. Krateret, der er ca. 730 meter bredt, næsten otte gange så stort som krateret Endurance, blev først besøgt af Mars Exploration Rover- Opportunity fra solerne 951 til 1630. Krateret er uformelt opkaldt efter skibet Victoria – et af Ferdinand Magellans fem spanske skibe, og det første skib, der sejlede rundt om Jorden; og formelt opkaldt efter Victoria på Seychellerne.
Opportunity rejste i 21 måneder til Victoriakrateret, før den nåede kraterkanten den 26. september 2006 (sol 951), ved den nyligt navngivne "Duck Bay". Ved roveren var der en række formationer, der blev døbt "No Name", "Duck Crater", "Emma Dean", "Maid of the Canyon" og "Kitty Clyde's Sister". Langs kraterets kanter er der mange fremspringende klipper og "bugter", der er navngivet efter de bugter og klipper, som Magellan opdagede på sin rejse med Victoria.

## Udforskning
Efter ankomsten til krateret foretog roveren en rejse langs kraterranden, hvor den nåede cirka en fjerdedel af vejen rundt om krateret. Kørslen gjorde det muligt at identificere områder, hvor det er muligt at komme ned i krateret og op igen samt at skabe et topografisk kort i høj opløsning af krateret og teste roverens software. Rover undersøgte kratervæggenes forskellige lag i de forskellige klippefremspring og karakteren af de mørke striber nord for krateret.

### Kraterets indre
Efter en støvstorm, der omfattede hele planeten, havde forsinket roverens nedkørsel i seks uger, kørte roveren ned i krateret ved et punkt i Duck Bay på sol 1293. Under roverens ophold i krateret blev der indsamlet data fra klippelagene inde i krateret, og der blev optaget højopløselige billeder af Kap Verde. 
Rover forlod kraterets indre på sol 1634 (29. august 2008), efter at have oplevet en udslag i strømforsyningen svarende til det, der gik forud for funktionssvigtet i den anden rover Spirits højre forhjul. Roveren blev herefter ledt til sin næste store destination, krateret Endeavour.